# 톰과 제리: 윌리 웡카와 초콜릿 공장
《톰과 제리: 윌리 웡카와 초콜릿 공장》(Tom and Jerry: Willy Wonka and the Chocolate Factory)은 2017년에 공개된 미국의 비디오 영화이다.